# 80일간의 세계 일주 (1956년 영화)
80일간의 세계일주(Around the World in 80 Days)는 쥘 베른의 동명의 원작 소설을 바탕으로 1956년에 만들어진 미국 영화이다.

## 줄거리
방송 저널리스트 에드워드 R. 머로는 조르주 멜리에스가 만든 영화 달세계 여행 (1902)의 푸티지를 보여주며 서두를 시작하고, 이 영화가 쥘 베른의 책 지구에서 달까지를 대략적으로 바탕으로 했다고 설명한다. 무인 로켓 발사와 지구 후퇴 장면도 포함되어 있다.
1872년, 영국의 신사 필리어스 포그는 80일 만에 세계를 일주할 수 있다고 주장한다. 회의적인 반응에 부딪히자 그는 £20,000 (오늘날 약 £180만에 해당)를 걸고 리폼 클럽의 동료 4명 (각각 £5,000를 부담)과 내기를 한다. 그는 그날 저녁 8시 45분부터 정확히 80일 안에 여행을 마치고 클럽으로 돌아올 수 있다고 주장한다.
재치 있는 프랑스인 하인 파스파르투와 함께, 포그는 증기선 스케줄에 맞추기 위해 목적지에 더 빨리 도착하는 데 도움을 줄 사람들에게 돈을 아낌없이 쓰면서 전 세계를 돌아다닌다. 파리에 도착한 그들은 알프스 산맥 아래 터널이 막혔다는 소식을 듣는다. 그들을 돕는 토마스 쿡 에이전트는 자신의 가스 풍선을 빌려주거나 팔겠다고 제안한다. 포그는 그것을 사서 샴페인을 마시며 알프스 위를 날아간다.
경로를 이탈하여 두 사람은 우연히 스페인에 도착하고, 그곳에서 바에서 공연되는 탁상 플라멩코 시퀀스를 본다. 나중에 파스파르투는 코믹한 투우에 참여한다. 다음으로 그들은 이탈리아의 브린디시로 간다. 한편 런던에서는 포그가 잉글랜드 은행에서 £55,000 (오늘날 약 £500만에 해당)를 훔쳤다는 의심이 커지면서 스코틀랜드 야드는 픽스 경감을 보내 그를 추적하게 한다 (수에즈에서 시작). 그러나 그는 포그를 방문하는 영국 통제 항구에서 체포할 영장이 도착하기를 계속 기다려야 한다.
인도에서 포그와 파스파르투는 아름다운 젊은 과부 아우다를 고인 남편과 함께 장례식 불에 강제로 올려지는 것으로부터 구출한다. 세 사람은 홍콩, 요코하마, 샌프란시스코, 그리고 와일드 웨스트 (평화로운 수우족과 무서운 수우족 포함)로 여행한다. 뉴욕에 도착한 그들은 베네수엘라로 가는 화물 증기선에 탑승하기로 하는데, 포그는 선장에게 뇌물을 주어 영국으로 가도록 한다. 아쉽게도 그들은 대양 한가운데서 석탄이 떨어져 배가 멈춘다. 포그는 배를 사서 선원들에게 구명정을 포함하여 탈 수 있는 모든 것을 가져와 연료로 사용하도록 지시한다.
그들은 리버풀에 도착하는데, 런던으로 가서 내기에서 이길 시간이 충분히 남아 있었음에도 불구하고, 포그는 부지런하지만 오해한 픽스 경감에게 즉시 체포된다.
경찰서에 포그를 구금한 당혹스러운 픽스는 진짜 범인이 이미 브라이턴 경찰에 의해 체포되었다는 것을 알게 된다. 포그는 무죄가 밝혀지고 풀려났지만, 마감 시간 전에 런던에 도착할 시간이 부족하여 사랑스러운 아우다의 변함없는 사랑 외에는 모든 것을 잃게 된다. 런던으로 돌아온 포그는 파스파르투에게 다음 날인 월요일에 교회 결혼식을 준비해 달라고 부탁한다. 파스파르투가 다음 날이 실제로는 일요일이라는 소식을 듣고 충격을 받자 구원이 찾아온다. 포그는 해가 뜨는 동쪽으로 여행하고 날짜 변경선을 건너면서 하루를 벌었다는 것을 깨닫는다. 따라서 리폼 클럽에 도착하여 내기에서 이길 시간이 아직 충분히 남아 있다. 포그는 클럽으로 달려가 8시 45분 종소리가 울리기 직전에 도착한다. 파스파르투와 아우다는 그의 뒤를 따라 도착하여, 리폼 클럽에 여성이 들어온 적이 없었기 때문에 의도치 않게 모두를 놀라게 한다.

## 캐스팅
- 데이비드 니븐 : 필리어스 포그 역
- 칸틴플라스 : 파스파르투 역
- 셜리 맥클레인 : 아우다 역
- 로버트 뉴튼 : 픽스 형사 역

주요 배역 외에도 프랭크 시나트라, 마를레네 디트리히, 조지 라프트, 존 길구드, 로널드 콜먼 같은 명배우들을 비롯해 스페인 출신의 무용가 호세 그레코 등이 카메오로 출연하고 있다.

## 수상 경력

### 아카데미상
- 수상
  - 작품상
  - 촬영상
  - 편집상
  - 음악상
  - 각본상

- 노미네이트
  - 미술상
  - 의상상
  - 감독상

## 한국판 성우진 (MBC, 1988년 11월 12일)
- 김용식 - 필리어스 포그(데이비드 니븐)
- 박일 - 파스파르투(칸틴플라스)
- 송도영 - 아우다(셜리 맥클레인)
- 김기현 - 픽스 형사(로버트 뉴튼)

## 같이 보기
- 80일간의 세계일주：성룡, 스티브 쿠건 주연의 리메이크 작품